# Adelaide Hasse
Adelaide Rosalia Hasse (13 de setembro de 1868 – 28 de julho de 1953) foi uma bibliotecária estadunidense. Ela é vista como uma das "100 líderes mais importantes que tivemos no século XX" na edição de dezembro de 1999 da American Libraries. Ela é creditada por ter sido a grande desenvolvedora do sistema de Classificação do Superintendente de Documentos (SUDOC) usado pela Editora do Governo dos Estados Unidos (Government Printing Office) e pelo Programa da Biblioteca Depositária Federal.

## Início da vida e início da biblioteca
Nascida em Milwaukee, Wisconsin, Hasse foi a primogênita de Hermann Edward Hasse, um cirurgião de ascendência alemã. Embora não haja registros de que ela tenha frequentado a escola formalmente, presume-se que ela tenha sido educada no sistema escolar público local. A família de Hasse mudou-se para o sul da Califórnia, onde ela conquistou o título de "Campeã de Ciclismo Rápido de Los Angeles". Foi lá que ela também conseguiu seu primeiro emprego em uma biblioteca. De 1889 a 1895, Adelaide trabalhou sob a tutela de Tessa Kelso, bibliotecária-chefe da Biblioteca Pública de Los Angeles (BPLA). Hasse e Kelso se tornaram amigas por trabalharem conjuntamente para coletar, organizar e manter bibliotecas e seus documentos, assim como tornar as bibliotecas, e os Estados Unidos da América, em geral, lugares mais equitativos e progressistas para as mulheres trabalharem e viverem. 

## Biblioteca Pública de Los Angeles
Aos 20 anos, Hasse foi contratada pela Biblioteca Pública de Los Angeles (BPLA) por US$ 40 por mês.   A escola de Melvin Dewey havia sido inaugurada dois anos antes, mas não há registro de que Hasse tenha frequentado a escola. Hasse se aperfeiçoou no seu trabalho por meio da experiência prática, sendo vista como apaixonada e entusiasmada a ponto de ter conseguido manter seus objetivos pelo resto de sua carreira. Em seus primeiros seis anos de trabalho na biblioteca, ela e Tessa Kelso desenvolveram a coleção da BPLA de 6.000 itens para 42.000 itens. As duas também trabalharam para tornar a biblioteca mais acessível para o uso, oferecendo privilégios de empréstimo gratuito, adicionando horas extras de fim de semana e permitindo o empréstimo de periódicos. Mais tarde, eles desenvolveram um curso de treinamento para bibliotecários oferecido pela própria biblioteca.[carece de fontes?]
Quando a biblioteca aderiu oficialmente ao Programa Federal de Bibliotecas Depositárias em 1891, Hasse começou a trabalhar na classificação dos documentos do Departamento de Agricultura dos Estados Unidos. O sistema de Classificação Decimal de Dewey (DDC) era amplamente utilizado naquela época, mas não era entendido como "adequado" para as necessidades de Hasse, segundo ela mesma. Hasse afirmava precisar de um sistema mais específico, e um que não fosse classificado por autor, já que documentos governamentais frequentemente não têm um autor listado além do departamento. Classificar por departamento parecia fazer mais sentido; no entanto, isso se mostrou igualmente problemático, pois muitos departamentos começam com a mesma palavra. Assim, Hasse criou um sistema invertido e departamental para classificação, por exemplo, "Agricultura, Departamento de" em vez de "Departamento de Agricultura". Como seu sistema para documentos governamentais diferia significativamente do restante do acervo da biblioteca, que era organizado pelo DDC, Hasse os classificou como uma coleção especial.[carece de fontes?]
Durante sua gestão na BPLA, Adelaide Hasse também organizou coletas de material escolar em Santa Bárbara, Santa Monica, Pasadena (Califórnia), Riverside e escolas normais locais. Ela também começou a frequentar conferências locais e nacionais, publicando bibliografias com alguma regularidade. Neste tempo, foi promovida a Primeira Assistente e começou a ser chamada de "Adelaide R." (de Rosalia) em vez de simplesmente "Addie". No início de sua carreira, Hasse ganhou a atenção de bibliotecários proeminentes e se consolidou com um nome bastante notável para si mesma na área.[carece de fontes?]
Embora o trabalho de Adelaide com Tessa Kelso tenha melhorado significativamente muitas áreas da Biblioteca Pública de Los Angeles e lhes rendido notas altas entre pessoas de fora, a dupla se viu envolveu em diversos problemas com o conselho da biblioteca local. O conselho, formado por homens, estava descontente com suas viagens frequentes para conferências, suas condições de moradia e sua franqueza em questões comunitárias.  Depois de suportar muito assédio, reduções salariais, ameaças de cortar o financiamento da biblioteca e indignação moral geral do conselho, Adelaide Hasse e Tessa Kelso renunciaram aos seus cargos em 1895.[carece de fontes?]

## A Imprensa Oficial e o trabalho que lançou sua carreira
Após sua saída da BPLA, Hasse foi trabalhar no programa de biblioteca do recém-formado Government Printing Office, sob a orientação de Francis Crandall. Sua tarefa era coletar, organizar e classificar documentos governamentais de seus vários departamentos, divisões e agências. Ela começou a trabalhar descobrindo documentos de todo o estado de Washington, DC, chegando até a olhar em tetos e atrás de paredes. De acordo com o artigo do The New York Times de 1897, o trabalho de Hasse de "desenterrar a pilha do subsolo do Departamento do Interior" levou "dez homens e quatro equipes e seis semanas para remover a massa para seu escritório" de uma sala que supostamente estava selada há quase duas décadas. Sobre esta experiência, Hasse terá exclamado: "Ouso dizer que nunca um jovem colecionador teve tal oportunidade de se deleitar numa orgia de colecionismo." 
Depois de ter todos os documentos, ela teve que descobrir uma maneira de classificá-los. Com base em seu trabalho com os documentos do Departamento de Agricultura do LAPL, ela desenvolveu um sistema de letras e números que denotavam o departamento, a divisão, o tipo de documento e o volume ou série (se necessário). Este sistema agora é geralmente chamado de Superintendente de Classificação de Documentos, ou SuDocs. Enquanto ela coletava e organizava, Hasse continuou a publicar regularmente não apenas bibliografias de publicações governamentais, mas também itens de outro interesse, como "Viagem e Exploração", que apareceram na Lista de Livros para Meninas e Mulheres e Seus Clubes. 
Crandall acabou contratando vários catalogadores para auxiliar no trabalho do GPO; Edith Clarke era uma dessas funcionárias. Imediatamente, Clarke deixou claro para Hasse que o relacionamento deles era de associado, não de supervisor-funcionário. Tanto nos documentos pessoais de Hasse quanto de Clarke, há referências vagas a disputas regulares sobre se SuDocs ou DDC era um sistema melhor; Clarke, no entanto, favoreceu o último e mais tarde declarou que SuDocs era "indiscutível por sua situação especial".  Hasse se cansou da falta de reconhecimento de Crandall por seu trabalho e renunciou ao GPO em março de 1897.  As preocupações de Hasse sobre Crandall não eram infundadas, pois mais tarde ele a acusou de roubar documentos do GPO e muitas vezes assumiu publicamente a maior parte do crédito pelo sistema no qual Hasse havia trabalhado.  Na década de 1980, Hasse finalmente recebeu o reconhecimento que merecia do GPO quando este lhe deu o nome de uma sala. 

## Cidade de Nova Iorque
Mais uma vez, Hasse deixou uma situação desagradável apenas para dar início aos primórdios de uma organização. Hasse conhecia John Shaw Billings, diretor da recém-reorganizada Biblioteca Pública de Nova Iorque (BPNI), há vários anos e ficou entusiasmado em assumir um cargo na recém-criada Biblioteca Astor da Biblioteca Pública de Nova Iorque. Uma repórter do The New York Times conheceu Hasse em seu segundo dia de trabalho e escreveu um artigo intitulado "A tarefa única da Srta. Hasse". Nele, Hasse descreveu seu trabalho anterior no GPO e suas esperanças de desenvolver uma divisão de documentos públicos em Nova York. 
Quando a BPNI consolidou as suas filiais distritais, dizia-se que albergava "uma das maiores colecções de publicações governamentais do mundo", com itens que datavam das colónias americanas. O trabalho de Hasse no desenvolvimento e classificação desta coleção especial lhe rendeu elogios dos principais periódicos da área, principalmente do Library Journal, do qual ela era colaboradora regular. Como líder na classificação de documentos, ela foi selecionada para servir no Comitê de Documentos Públicos da ALA em 1897 e, de 1904 a 1908, atuou como sua presidente. 
Billings, assim como Kelso na BPLA, era uma supervisora afetuosa e atenciosa com Hasse, dando a ela liberdade para trabalhar como quisesse. Graças a essa liberdade, ela conseguiu encontrar o primeiro livro publicado em Nova York (1693), Narrativa de uma tentativa feita pelos franceses do Canadá no país de Mohaque, que, coincidentemente, também foi a primeira publicação governamental, pois foi escrita a pedido do governador. À medida que Hasse se tornava cada vez mais conhecida pelos bibliotecários, era natural que os bibliotecários do sistema de Depósito Federal começassem a solicitar sua assistência para lidar com seus próprios documentos. Ela até ajudou advogados trabalhistas do Oregon a compilar informações e documentação para apoiar seus casos contra o estado, como em Muller v. Oregon e Bunting v. Oregon. Numa época em que se esperava que as mulheres fossem vistas e não ouvidas, mais uma vez, suas ações lhe renderam mais inimigos do que amigos.[carece de fontes?]
Em 1911, Hasse foi transferida para a Divisão de Documentos da BPNI, onde recebeu a tarefa adicional de fornecer serviços de referência, o que diminuiu muito o tempo que ela tinha disponível para trabalhar na enorme coleção de documentos governamentais e municipais da BPNI. A Divisão de Documentos estava intimamente relacionada à Divisão de Economia, que era liderada por Charles Williamson.  Foi neste ponto que a reputação de Hasse como uma misândrica e "mulher difícil clássica, egoísta, mal-humorada e irracional" começou a se revelar.  Como ela era preterida em promoções com certa regularidade, seus supervisores homens menos experientes tentavam minar sua autoridade e conhecimento em documentos governamentais a todo momento. Em 1915, o bibliotecário-chefe de referência, Harry Miller Lydenberg, sob o comando do novo diretor da BPNI, Edwin H. Anderson, lançou uma campanha contra ela, alegando que suas entradas eram "errôneas ou inconsistentes".  Essa campanha ganhou força e continuou até sua demissão da BPNI em 1919. O começo do fim para Hasse foi quando Anderson e Lydenberg a removeram de sua coleção especial para a Divisão de Catalogação porque alegaram que ela "se recusou a 'coordenar' com o escritório de catalogação em seu trabalho". 
Depois de vinte anos catalogando documentos governamentais por conta própria, ela agora era pouco mais do que apenas mais um membro da equipe de catalogação. Anderson acabou demitindo Hasse "por meio de uma carta de duas frases" e negou seu pedido de uma reunião para explicar o motivo de sua demissão, bem como de uma audiência. Os frequentadores da biblioteca foram até mesmo instruídos a não se associarem a ela quando ela se tornasse frequentadora após sua demissão, e seus apoiadores que trabalhavam na biblioteca, bem como aqueles que ela contratou, foram demitidos logo depois.

## O Arquivo Anderson
De 1917 em diante, Hasse enfrentaria dificuldades por causa de sua ascendência alemã, seu apoio ao movimento pelo sufrágio feminino e igualdade de condições de trabalho e salários, seu desejo de comercializar agressivamente serviços de biblioteca e a falta de um marido. Anderson começou a manter um arquivo sobre Hasse, documentando cada movimento questionável que ela fazia, até mesmo interpretando mal investigações legítimas para atender às suas necessidades. Ele a denunciou ao Serviço Secreto dos Estados Unidos em 1917 por "atividade suspeita", o que se deveu em grande parte ao fato de ela estar buscando outro emprego no grupo de inquérito do presidente Wilson. O Inquérito foi formado pelo presidente Woodrow Wilson para "recolher e organizar informações para a eventual conferência de paz" que ocorreria no final da Primeira Guerra Mundial.  Hasse perguntou sobre o trabalho com o grupo apenas para descobrir que Lydenberg e Anderson já o estavam liderando no porão da BPNI. Anderson afirmou que, como ela nasceu de pais alemães (seus pais eram americanos de ascendência alemã) e estava em uma conferência na Alemanha quando a guerra começou, ela não poderia ter nenhum outro motivo para trabalhar com o Inquérito além de ser uma espiã alemã. 
A divisão de coleções especiais da BPNI tinha uma extensa coleção de documentos latino-americanos. Havia, no entanto, uma lacuna na coleção e, em 1918, Hasse pediu permissão a Anderson para viajar ao México em férias na Califórnia para coletar os documentos perdidos. Anderson novamente denunciou Hasse ao Serviço Secreto por atividade suspeita porque isso ocorreu durante um período de grande agitação no México. Foi-lhe negada a permissão para ir ao México, mas enquanto esteve na Califórnia, a sua casa foi revistada pelo Serviço Secreto quatro vezes ao longo de seis semanas.  Mais tarde, em 1918, quando a polícia da cidade de Nova York foi à biblioteca para perguntar sobre possíveis atividades suspeitas de funcionários da biblioteca, Lydenberg prontamente ofereceu Hasse a eles, alegando que ela tinha ligações com judeus, marxismo, trotskismo e bolchevismo por causa de uma nota de agradecimento que ela havia escrito a ele sobre um "livro de Marx" que um cliente havia solicitado. Também em 1918, Anderson e Lydenberg contrataram Edith Clarke, colega de Hasse no GPO, que entusiasticamente "se manifestou contra o trabalho de Hasse" e concordou que era difícil trabalhar com ela. O arquivo Anderson também continha acusações de que Hasse era lésbica e estava envolvida em um relacionamento com Tilloah Squire, uma assistente que Hasse contratou em 1918 para trabalhar no Foreign Relations Index.[carece de fontes?]
Em 1922, três anos após sua saída da BPNI, Anderson ainda a denunciava ao Departamento de Justiça e até trabalhou com J. Edgar Hoover e o Federal Bureau of Investigation (FBI) para abrir um arquivo sobre ela. O arquivo Anderson está localizado nos Arquivos da Biblioteca Pública, que, além da Biblioteca do Congresso, da Administração Nacional de Arquivos e Registros e do FBI, também tem seus próprios arquivos sobre Hasse. Em 2006, o FBI ainda se recusava a divulgar cinco páginas do seu arquivo sobre Hasse. 

## A vida após a Biblioteca Pública de Nova Iorque
Pela primeira vez em sua carreira, Hasse estava desempregada e não tinha perspectivas imediatas de conseguir um. De 1919 a 1923, ela conduziu pesquisas para o Conselho de Políticas de Trabalho de Guerra, tornando-se uma "especialista no Conselho de Defesa Nacional" e se identificou como bibliógrafa em vez de bibliotecária. Ela fundou a Escola para Bibliotecários de Negócios dentro da Escola de Secretários de Washington e se tornou editora da Special Libraries. Ela também escreveu uma autobiografia intitulada Compensations of Librarianship, na qual ela finalmente se pronunciou contra Anderson, Crandall, Clarke e Lydenberg.[carece de fontes?]
Em 1923, ela foi contratada como bibliógrafa na Brookings Institution, onde permaneceu até 1932, quando ficou novamente sem emprego, dessa vez por um ano. Ela conseguiu emprego como instrutora na Universidade George Washington e como consultora de pesquisa para o que mais tarde se tornaria a Works Progress Administration (WPA), publicando bibliografias de informações da Previdência Social. De lá, ela trabalhou temporariamente para o Comitê Econômico Nacional Temporário (TNEC) e depois como indexadora para a Comissão de Valores Mobiliários (SEC) e, mais tarde, como bibliógrafa para o Serviço de Imigração e Naturalização . 

## Contribuições duradouras
Hasse morreu em 28 de julho de 1953, após cinquenta e quatro anos de carreira em biblioteconomia e ciência da informação. Naqueles cinquenta e quatro anos, Hasse deixou uma marca significativa na área como assistente de biblioteca, indexador, catalogador, classificador, bibliógrafo, analista editorial e autor. Ela era uma defensora do serviço de biblioteca “eficiente e eficaz”, do acesso público aos materiais governamentais e do movimento das mulheres.  Hasse superou grandes obstáculos em sua busca por acesso rápido e fácil aos materiais. As Bibliotecas Americanas afirmam que ela era mais "conhecida por sua personalidade ácida"; no entanto, Gail K. Nelson e John V. Richardson Jr. afirmam que, independentemente do que se possa dizer sobre seus relacionamentos profissionais e vida pessoal, a base do sistema de Classificação do Superintendente de Documentos ainda em uso hoje era "essencialmente de Hasse".  Por causa de seu trabalho no GPO, o público americano tem um sistema para acessar facilmente um século de publicações e documentos governamentais.[carece de fontes?]